# Julian Krieg
Julian Krieg (* 18. Juli 1987 in Gummersbach) ist ein deutscher ehemaliger Handballspieler.

## Karriere
Der 1,98 Meter große rechte Rückraumspieler begann in seiner Heimatstadt beim VfL Gummersbach mit dem Handballspiel. 2007 wechselte der Linkshänder zum Drittligisten SG Schalksmühle-Halver, bei dem er zum Toptorschützen avancierte. Zur Saison 2010/11 unterschrieb er beim Schweizer Erstligisten Pfadi Winterthur, mit dem er am Europapokal der Pokalsieger (2010/11), am EHF-Pokal (2011/12 und 2012/13) sowie am EHF Europa Pokal (2013/14 und 2014/15) teilnahm bzw. teilnimmt. In der Saison 2013/14 wurde Krieg mit 212 Toren in 34 Spielen Torschützenkönig der Nationalliga A. Zur Saison 2015/16 wechselte er zum deutschen Bundesligisten HBW Balingen-Weilstetten. Ab dem Sommer 2017 stand er beim Zweitligisten ASV Hamm-Westfalen unter Vertrag, wo er vor seinem Karriereende 2020 in der Reserve spielte.